# Arzanah

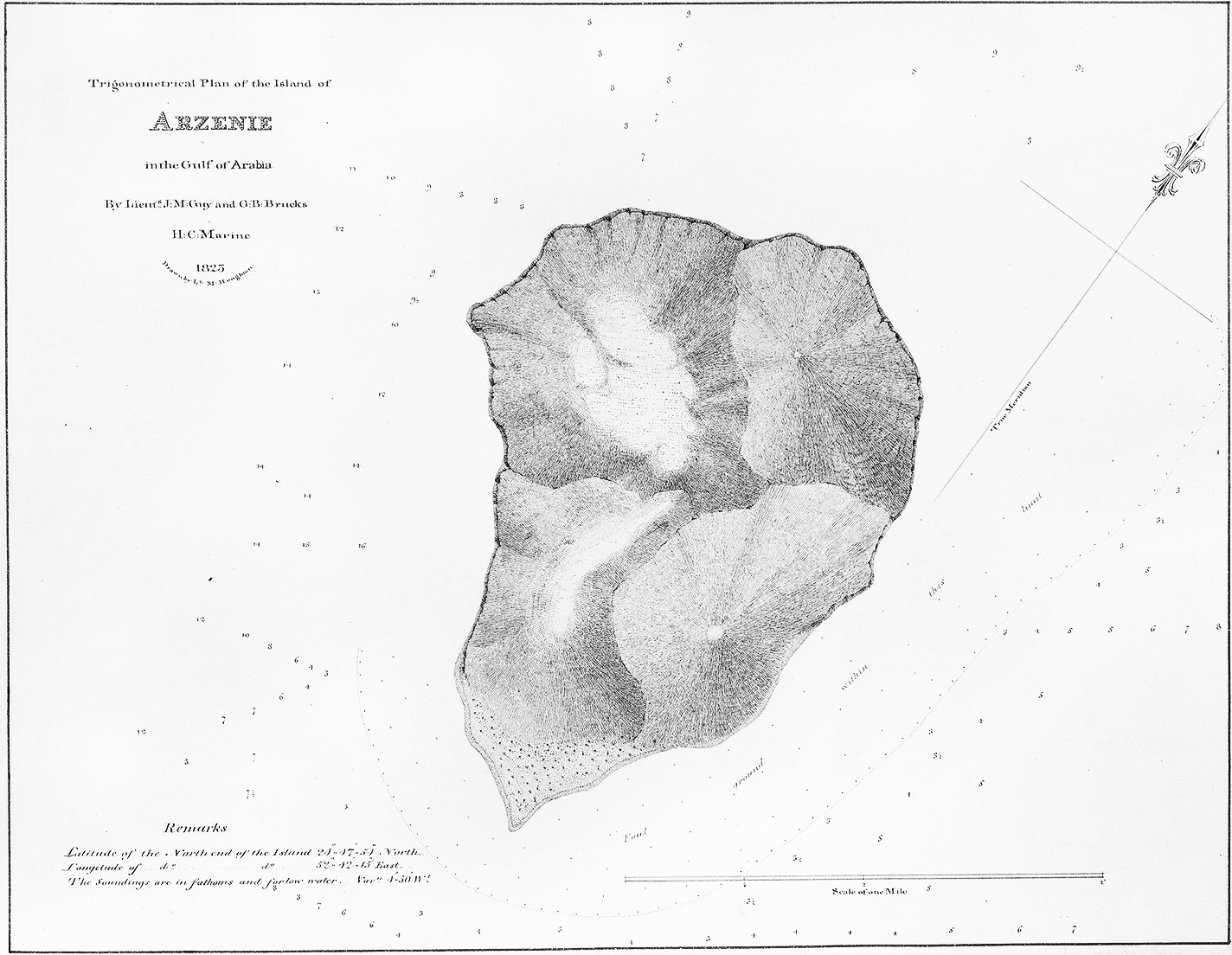
1825 mapa

L'illa d'Arzanah és una illa de l'emirat d'Abu Dhabi (Emirats Àrabs Units) al golf Pèrsic, a uns 175 km a l'oest-nord-oest d'Abu Dhabi (ciutat) i a 25 km al sud-est de l'illa Dayyinah. És una illa arenosa amb 66 metres d'altura màxima a la part central. La seva superfície és d'uns 8 km². Mesura 4 km de llarg per 2 d'ample.
Centre de la indústria petroliera degut al pou marítim d'Arzanah, avui dia s'ha iniciat un programa de recuperació ecològica (que va començar el 1994). A la part sud de l'illa hi ha un aeroport (codi OMAR).
Va tenir una colònia de cormorans de Socotora (Phalocrocorax nigrogularis) i nombroses gavines del tròpic (Phaethon aethereus) a més de tortugues, però la restauració fou difícil per la presència de gats a l'illa que foren capturats i traslladats a partir de 1996.
L'illa ja s'esmenta amb el seu nom al llibre del joier venecià Gasparo Balbi el 1580. La majoria dels jaciments arqueològics que podrien haver existit foren segurament destruïts per construir les instal·lacions petrolieres.